# Palazzo Chigi-Odescalchi

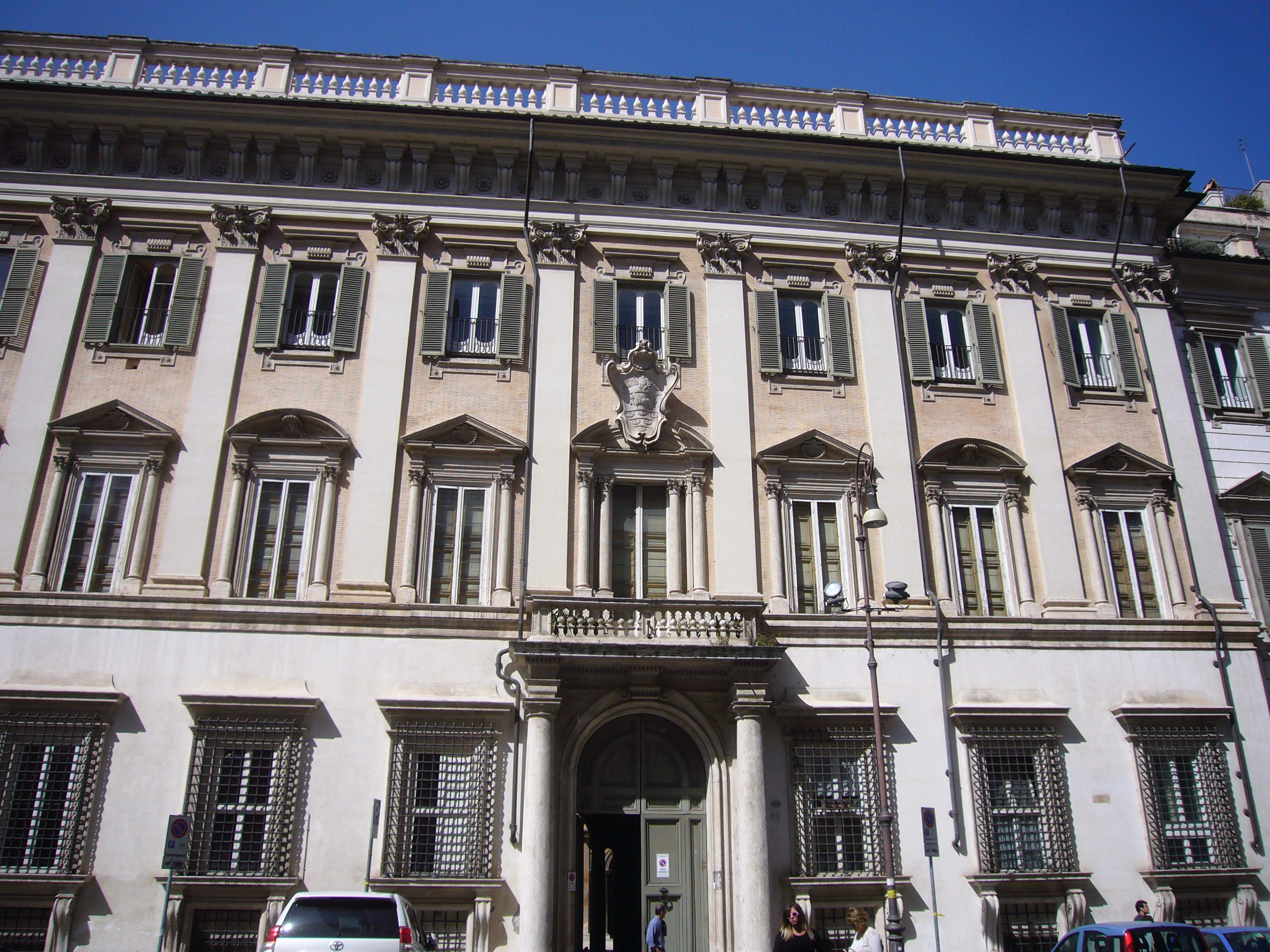
widok współczesny

Palazzo Chigi-Odescalchi – pałac w Rzymie przy Piazza Sancti Apostoli 80, związany z historią Polski.
Wzniesiony według projektu Carlo Maderno dla rodu Colonna, przebudowany przez Lorenzo Berniniego przy współpracy Carlo Fontany w roku 1665. 1661 sprzedany papieżowi Aleksandrowi VII z rodu Chigi.
Od roku 1745 pałac stał się własnością rodu Odescalchi i pozostaje obecnie nadal jego własnością. 
W latach 1699–1701 w pałacu mieszkała Maria Kazimiera d’Arquien, wdowa po Janie III Sobieskim, oraz jej trzej synowie w otoczeniu licznego dworu. Królowa Marysieńka gościła w pałacu poetów i aktorów. W pałacu odwiedzał królową papież Klemens XI. 
W drugiej połowie XIX wieku w pałacu mieszkała Zofia Branicka (zm. 1886), siostra hr. Katarzyny Potockiej, małżonka księcia Livio III Odescalchi. Wtedy pałac stał się ponownie miejscem spotkań Polonii rzymskiej. Przez kilka lat mieszkał tam dyplomata watykański Włodzimierz Czacki.